# Uczelnie w Argentynie
Poniższa lista przedstawia uczelnie w Argentynie. Wszystkie uniwersytety zatwierdzone przez CONEAU (Narodową Komisję Akredytacyjną) służą zdobywaniu kwalifikacji naukowych i zawodowych. Programy studiów trwają zazwyczaj 5 lat. Szkolnictwo wyższe w Argentynie jest jedną z najbardziej zaawansowanych i postępujących w Ameryce Łacińskiej. Argentyńskie uniwersytety odnotowały w ostatnich latach znaczący postęp w rankingach międzynarodowych.

## Publiczne
| Nazwa uczelni                                                     | Oryginalna nazwa uczelni w języku hiszpańskim                     | Region                       | WWW |
| ----------------------------------------------------------------- | ----------------------------------------------------------------- | ---------------------------- | --- |
| Narodowy Uniwersytet Technologiczny                               | Universidad Tecnológica Nacional                                  | różne                        |     |
| Uniwersytet w Buenos Aires                                        | Universidad de Buenos Aires                                       | Buenos Aires                 |     |
| Narodowy Uniwersytet Avellaneda                                   | Universidad Nacional de Avellaneda                                | Buenos Aires                 |     |
| Uniwersytet Narodowy General San Martin                           | Universidad Nacional de General San Martín                        | Buenos Aires                 |     |
| Narodowy Uniwersytet General Sarmiento                            | Universidad Nacional de General Sarmiento                         | Buenos Aires                 |     |
| Narodowy Uniwersytet La Matanza                                   | Universidad Nacional de La Matanza                                | Buenos Aires                 |     |
| Narodowy Uniwersytet La Plata                                     | Universidad Nacional de La Plata                                  | Buenos Aires                 |     |
| Narodowy Uniwersytet Południa                                     | Universidad Nacional del Sur                                      | Buenos Aires                 |     |
| Narodowy Uniwersytet Lanús                                        | Universidad Nacional de Lanús                                     | Buenos Aires                 |     |
| Narodowy Uniwersytet Lomas de Zamora                              | Universidad Nacional de Lomas de Zamora                           | Buenos Aires                 |     |
| Narodowy Uniwersytet Luján                                        | Universidad Nacional de Luján                                     | Buenos Aires                 |     |
| Narodowy Uniwersytet w Mar del Plata                              | Universidad Nacional de Mar del Plata                             | Buenos Aires                 |     |
| Narodowy Uniwersytet Quilmes                                      | Universidad Nacional de Quilmes                                   | Buenos Aires                 |     |
| Narodowy Uniwersytet Tres de Febrero                              | Universidad Nacional de Tres de Febrero                           | Buenos Aires                 |     |
| Narodowy Uniwersytet Środkowej Prowincji w Buenos Aires           | Universidad Nacional del Centro de la Provincia de Buenos Aires   | Buenos Aires                 |     |
| Narodowy Uniwersytet Północno-Zachodniej Prowincji w Buenos Aires | Universidad Nacional del Noroeste de la Provincia de Buenos Aires | Buenos Aires                 |     |
| Narodowy Uniwersytet Zachodni                                     | Universidad Nacional del Oeste                                    | Buenos Aires                 |     |
| Wojskowy Instytut Szkolnictwa Wyższego                            | Instituto de Enseñanza Superior del Ejército                      | Buenos Aires                 |     |
| Państwowy Instytut Sztuki                                         | Instituto Universitario Nacional del Arte                         | Buenos Aires                 |     |
| Narodowy Uniwersytet Catamarca                                    | Universidad Nacional de Catamarca                                 | Argentyna Północno-Zachodnia |     |
| Narodowy Uniwersytet w Jujuy                                      | Universidad Nacional de Jujuy                                     | Argentyna Północno-Zachodnia |     |
| Narodowy Uniwersytet w Salta                                      | Universidad Nacional de Salta                                     | Argentyna Północno-Zachodnia |     |
| Narodowy Uniwersytet w Santiago del Estero                        | Universidad Nacional de Santiago del Estero                       | Argentyna Północno-Zachodnia |     |
| Narodowy Uniwersytet Tucumán                                      | Universidad Nacional de Tucumán                                   | Argentyna Północno-Zachodnia |     |
| Narodowy Uniwersytet La Rioja                                     | Universidad Nacional de La Rioja                                  | Argentyna Północno-Zachodnia |     |
| Lotniczy Instytut Uniwersytecki                                   | Instituto Universitario Aeronáutico                               | Region Centralny             |     |
| Narodowy Uniwersytet w Córdobie                                   | Universidad Nacional de Córdoba                                   | Region Centralny             |     |
| Narodowy Uniwersytet Międzyrzecza Argentyńskiego                  | Universidad Nacional del Litoral                                  | Region Centralny             |     |
| Narodowy Uniwersytet w Río Cuarto                                 | Universidad Nacional de Río Cuarto                                | Region Centralny             |     |
| Narodowy Uniwersytet w La Pampa                                   | Universidad Nacional de La Pampa                                  | Region Centralny             |     |
| Narodowy Uniwersytet w Rosario                                    | Universidad Nacional de Rosario                                   | Region Centralny             |     |
| Narodowy Uniwersytet w Villa María                                | Universidad Nacional de Villa María                               | Region Centralny             |     |
| Narodowy Uniwersytet Chilecito                                    | Universidad Nacional de Chilecito                                 | Cuyo                         |     |
| Narodowy Uniwersytet Cuyo                                         | Universidad Nacional de Cuyo                                      | Cuyo                         |     |
| Narodowy Uniwersytet La Rioja                                     | Universidad Nacional de La Rioja                                  | Cuyo                         |     |
| Narodowy Uniwersytet San Juan                                     | Universidad Nacional de San Juan                                  | Cuyo                         |     |
| Narodowy Uniwersytet San Luis                                     | Universidad Nacional de San Luis                                  | Cuyo                         |     |
| Narodowy Uniwersytet Comahue                                      | Universidad Nacional del Comahue                                  | Patagonia                    |     |
| Narodowy Uniwersytet Río Negro                                    | Universidad Nacional de Río Negro                                 | Patagonia                    |     |
| Narodowy Uniwersytet Austral Patagonia                            | Universidad Nacional de la Patagonia Austral                      | Patagonia                    |     |
| Narodowy Uniwersytet Patagonia San Juan Bosco                     | Universidad Nacional de la Patagonia San Juan Bosco               | Patagonia                    |     |
| Narodowy Uniwersytet Tierra del Fuego                             | Universidad Nacional de Tierra del Fuego                          | Patagonia                    |     |
| Narodowy Uniwersytet Chaco Austral                                | Universidad Nacional del Chaco Austral                            | Chaco                        |     |
| Narodowy Uniwersytet Entre Ríos                                   | Universidad Nacional de Entre Ríos                                | Chaco                        |     |
| Narodowy Uniwersytet Formosa                                      | Universidad Nacional de Formosa                                   | Chaco                        |     |
| Narodowy Uniwersytet Misiones                                     | Universidad Nacional de Misiones                                  | Chaco                        |     |
| Narodowy Uniwersytet Argentyny Północno-Zachodniej                | Universidad Nacional del Nordeste                                 | Chaco                        |     |
| Uniwersytet Autonomiczny Entre Ríos                               | Universidad Autónoma de Entre Ríos                                | Entre Ríos                   |     |

## Prywatne
| Nazwa uczelni                                               | Oryginalna nazwa uczelni w języku hiszpańskim                          | Region                       | Strona internetowa |
| ----------------------------------------------------------- | ---------------------------------------------------------------------- | ---------------------------- | ------------------ |
| Argentyński Uniwersytet Atlantida                           | Universidad Atlántida Argentina                                        | Buenos Aires                 |                    |
| Argentyński Uniwersytet Biznesu                             | Universidad Argentina de la Empresa                                    | Buenos Aires                 |                    |
| Uniwersytet Austral                                         | Universidad Austral                                                    | Buenos Aires                 |                    |
| Instytut Technologiczny w Buenos Aires                      | Instituto Tecnológico de Buenos Aires                                  | Buenos Aires                 |                    |
| Diecezjalna Szkoła Służby Społecznej w Buenos Aires         | Escuela Superior Diocesana de Servicio Social                          | Buenos Aires                 |                    |
| Uniwersytet Favaloro                                        | Universidad Favaloro                                                   | Buenos Aires                 |                    |
| Uniwersytet FASTA                                           | Universidad FASTA                                                      | Buenos Aires                 |                    |
| Uniwersytecki Instytut Nauk o Zdrowiu Fundacja H.A. Barceló | Instituto Universitario de Ciencias de la Salud Fundación H.A. Barceló | Buenos Aires                 |                    |
| Instytut Uniwersytecki Marynarki Wojennej                   | Instituto Universitario Naval                                          | Buenos Aires                 |                    |
| Uniwersytecki Instytut Włoskiego Szpitala w Buenos Aires    | Instituto Universitario del Hospital Italiano de Buenos Aires          | Buenos Aires                 |                    |
| Uniwersytet w Argentynie im. John F. Kennedy’ego            | Universidad Argentina John F. Kennedy                                  | Buenos Aires                 |                    |
| Uniwersytet Maimonides                                      | Universidad Maimónides                                                 | Buenos Aires                 |                    |
| Uniwersytet CAECE                                           | Universidad CAECE                                                      | Buenos Aires                 |                    |
| Amerykański Uniwersytet Otwarty                             | Universidad Abierta Interamericana                                     | Buenos Aires                 |                    |
| Papieski Uniwersytet Katolicki Argentyny                    | Pontificia Universidad Católica Argentina                              | Buenos Aires                 |                    |
| ESEADE Institute                                            | Instituto Universitario ESEADE                                         | Buenos Aires                 |                    |
| Uniwersytet Torcuato Di Tella                               | Universidad Torcuato Di Tella                                          | Buenos Aires                 |                    |
| Uniwersytet Belgrano                                        | Universidad de Belgrano                                                | Buenos Aires                 |                    |
| Uniwersytet CEMA                                            | Universidad del CEMA                                                   | Buenos Aires                 |                    |
| Akademia Biznesu i Nauk Społecznych w Buenos Aires          | Universidad de Ciencias Empresariales y Sociales                       | Buenos Aires                 |                    |
| Uniwersytet Flores                                          | Universidad de Flores                                                  | Buenos Aires                 |                    |
| Uniwersytet Morskiej Floty Handlowej                        | Universidad de la Marina Mercante                                      | Buenos Aires                 |                    |
| Uniwersytet Palermo w Buenos Aires                          | Universidad de Palermo                                                 | Buenos Aires                 |                    |
| Uniwersytet Świętego Andrzeja Apostoła                      | Universidad de San Andrés                                              | Buenos Aires                 |                    |
| Uniwersytet Społecznego Muzemum Argentyńskiego              | Universidad del Museo Social Argentino                                 | Buenos Aires                 |                    |
| Uniwersytet Filmu w Buenos Aires                            | Universidad del Cine                                                   | Buenos Aires                 |                    |
| Universidad del Salvador                                    | Universidad del Salvador                                               | Buenos Aires                 |                    |
| Uniwersytecki Instytut Policji Federalnej w Argentynie      | Instituto Universitario de la Policía Federal Argentina                | Buenos Aires                 |                    |
| Szkoła Teologiczna w Buenos Aires                           | Escuela Universitaria de Teología                                      | Buenos Aires                 |                    |
| Uniwersytet w Morón                                         | Universidad de Morón                                                   | Buenos Aires                 |                    |
| Uniwersytet Katolicki w Salta                               | Universidad Católica de Salta                                          | Argentyna Północno-Zachodnia |                    |
| Uniwersytet Katolicki w Santiago del Estero                 | Universidad Católica de Santiago del Estero                            | Argentyna Północno-Zachodnia |                    |
| Uniwersytet Świętego Pawła w Argentynie                     | Universidad de San Pablo                                               | Argentyna Północno-Zachodnia |                    |
| Północny Uniwersytet Świętego Tomasza z Akwinu              | Universidad del Norte Santo Tomás de Aquino                            | Argentyna Północno-Zachodnia |                    |
| Centrum Warmi Huasi Yachana                                 | Centro Universitario Warmi Huasi Yachana                               | Argentyna Północno-Zachodnia |                    |
| Uniwersytet Blaise'a Pascala                                | Universidad Blaise Pascal                                              | Region Centralny             |                    |
| Uniwersytet Katolicki w Córdobie                            | Universidad Católica de Córdoba                                        | Region Centralny             |                    |
| Uniwersytet Katolicki w Santa Fe                            | Universidad Católica de Santa Fe                                       | Region Centralny             |                    |
| Universidad Empresarial Siglo 21                            | Universidad Empresarial Siglo 21                                       | Region Centralny             |                    |
| Edukacyjne Centrum Uniwersyteckie Ameryki Łacińskiej        | Universidad del Centro Educativo Latinoamericano                       | Region Centralny             |                    |
| Dziennikarskie Kolegium Uniwersyteckie                      | Colegio Universitario de Periodismo                                    | Region Centralny             |                    |
| Uniwersytet Katolicki w Cuyo                                | Universidad Católica de Cuyo                                           | Cuyo                         |                    |
| Uniwersytet Champagnata                                     | Universidad Champagnat                                                 | Cuyo                         |                    |
| Uniwersytet Juana Agustína Mazy                             | Universidad Juan Agustín Maza                                          | Cuyo                         |                    |
| Uniwersytet w Mendoza                                       | Universidad de Mendoza                                                 | Cuyo                         |                    |
| Uniwersytet w Congreso                                      | Universidad de Congreso                                                | Cuyo                         |                    |
| Uniwersytet Aconcagua                                       | Universidad del Aconcagua                                              | Cuyo                         |                    |
| Uniwersytet Adwentystów w Plata                             | Universidad Adventista del Plata                                       | Chaco                        |                    |
| Uniwersytet Cuenca del Plata                                | Universidad de la Cuenca del Plata                                     | Chaco                        |                    |
| Uniwersytet Concepción del Uruguay                          | Universidad de Concepción del Uruguay                                  | Chaco                        |                    |

## Pozostałe
| Nazwa uczelni                            | Oryginalna nazwa uczelni w języku hiszpańskim                     | Narodowość     | Strona internetowa |
| ---------------------------------------- | ----------------------------------------------------------------- | -------------- | ------------------ |
| Uniwersytet Boloński w Argentynie        | Universidad de Bolonia – Representacion en la Republica Argentina | włoski         |                    |
| Latin American Social Sciences Institute | Facultad Latinoamericana de Ciencias Sociales                     | międzynarodowy |                    |